# Johan Stöckel
Johan Ferdinand Vilhelm Valdemar Stöckel (født 26. maj 1867, Rønne -30. august 1959, Hellerup) var en dansk officer, museumsleder og våbenhistoriker. Han var med til at grundlægge Tøjhusmuseet.

## uddannelse og karriere
Stöckel blev student i 1885 fra Rønne højere Realskole. I 1887 var han sekondløjtnant. Han rejste til Congo i 1891, hvor gjorde tjeneste i landets militær. Han blev udnævnt til premierløjtnant i 1892 og kaptajn i 1894. Han blev uddannet til premierløjtnant i artilleriet på officerskolen i 1894-1894. Herefter fortsatte han uddannelsen i perioden 1899–1902 den særlige artilleriklasse. 1903–04 var han engageret af det belgiske finansdepartement som opdagelsesrejsende og vandrede igennem Centralafrika fra vest til øst.
Under den russisk-japanske krig ledede han en ekspedition til Manchuriet 1905. Han blev afskediget fra hæren i 1909 grundet af sin alder. Herefter blev han rustmester. Fra 1906 videreførte han det påbegyndt arbejde med systematisk at katalogisere Tøjhusets våbensamling. I 1919 blev han bestyrer af våbensamlingen. I 1923 havde han overtaget historiske munderingssamling (uniformer) og begyndte konservering af denne. I 1928 blev den historiske våbensamling etableret som den selvstændige institution Tøjhusmuseet. Han gik på pension i 1937, men i 1939 indtrådte han i en periode i den tremandskommission, der var museets øverste ledelse.

## Privatliv
Han var søn af Gottlieb Støckel (1839–89) og Henriette Nicoline Lintrup (1837–88).
Han blev gift med Anna Kirstine Marie Pedersen (19. februar 1872, Århus - 27. august 1950, Hellerup) den 19. februar 1898. Hun var søn af tømrer- og bygmester Laurits (Laurs) P. (1843–1907) og Inger Maria Nielsen (1847–1917). Sammen fik de datteren Else Støckel (1906-1987).

## Hæder
- 1921 Ridder af Dannebrog
- 1927 Dannebrogordenens Hæderstegn
- 1937 Fortjenstmedaljen